# 2MASS J00422118+1459236
2MASS J00422118+1459236 ist ein L1-Zwerg im Sternbild Fische. Er wurde 2002 von Suzanne L. Hawley et al. entdeckt.